# High Shoals
High Shoals é uma cidade  localizada no estado norte-americano de Carolina do Norte, no Condado de Gaston.

## Demografia
Segundo o censo norte-americano de 2000, a sua população era de 729 habitantes.
Em 2006, foi estimada uma população de 762, um aumento de 33 (4.5%).

## Geografia
De acordo com o United States Census Bureau tem uma área de
4,7 km², dos quais 4,6 km² cobertos por terra e 0,1 km² cobertos por água.

## Localidades na vizinhança
O diagrama seguinte representa as localidades num raio de 16 km ao redor de High Shoals.